# 一宮市立貴船小学校
一宮市立貴船小学校（いちのみやしりつ きふねしょうがっこう）は、愛知県一宮市にある公立小学校。
1872年（明治5年）に開校した。2023年度（令和5年度）の教職員数は49人、学級数は23学級、児童数は532人である。

## 概要

### 地理
西側に一宮市立北部中学校が隣接しており、さらに西側には一宮市立市民病院や九品地公園がある。かつての学区内には染色業や織布関係の工場が多かったが、現在は分譲住宅や高層マンションが密集する住宅地となっている。学区内には一宮研伸大学がある。

## 沿革
- 1872年（明治5年） - 一宮義学校が創立。
- 1873年（明治6年） - 博習学校として分離独立した。
- 1876年（明治9年） - 博習学校が小島小学校と改称。
- 1887年（明治20年） - 両郷寺学校が、一宮学校知命分校に統合。
- 1898年（明治31年） - 両郷寺尋常小学校として独立した。
- 1903年（明治37年） - 両郷寺尋常小学校が一宮男子小学校と校名を改称。
- 1907年（明治41年） - 一宮男子小学校から第二尋常小学校と校名を改称。
- 1909年（明治43年） - 第二尋常小学校から一宮第二尋常小学校と改称。
- 1914年（大正3年） - 一宮第二尋常小学校から一宮第二尋常高等小学校と改称。
- 1921年（大正10年） - 中島郡一宮町が市制施行して一宮市が発足。校名もそれにともない一宮市第二尋常高等小学校と改称。
- 1930年（昭和5年）- 野球部高等科チーム第11回全国少年野球優勝大会で全国優勝。京都
- 1931年（昭和6年）- 野球部高等科チーム第12回全国少年野球優勝大会で二連覇達成。京都
- 1941年（昭和16年） - 相撲場竣工。第二国民学校と改称。
- 1947年（昭和22年） - 高等科は廃止され、一宮市立第二小学校と改称。
- 1948年（昭和23年） - 校名が現在の一宮市立貴船小学校となりPTAも同時に発足した。
- 1960年（昭和35年） - 屋内運動場竣工。
- 1966年（昭和41年） - 交通公園設置。
- 1969年（昭和44年） - プール竣工。
- 1982年（昭和57年） - 北舎が完成し、全館鉄筋校舎となった。
- 1988年（昭和63年） - 一宮市民病院内に院内学級設置。
- 1993年（平成5年）頃 - 交通公園完全撤去。
- 2000年（平成12年） - パソコン室設置。
- 2003年（平成15年） - 運動場グリーンサンド化工事・貯水工事完了、歩道橋撤去。
- 2005年（平成17年） - 特殊学級「たんぽぽ」が新設。
- 2007年（平成19年） - 新屋内運動場竣工。同時に記念館解体。
- 2014年（平成26年） - 100周年を迎える。

## 学校行事
| - 4月 入学式、始業式 - 5月 運動会 - 6月 | - 7月 終業式 - 8月 - 9月 始業式、避難訓練、社会見学 | - 10月 交通安全教室、修学旅行 - 11月 避難訓練、運動会 - 12月 マラソン大会、終業式 | - 1月 始業式、長縄とび大会 - 2月 - 3月 6年生を送る会、卒業式、修了式 |

## 通学区域
- 一宮字石坪、一宮字西屋敷、一宮字東小島、一宮字松林、一宮字南屋敷、一宮字両郷寺、大江1丁目の一部、大浜1丁目の一部、大浜2丁目の一部、小原町、観音町、貴船1・2丁目、貴船町3・4丁目、古見町、桜1丁目の一部、桜2丁目の一部、桜3丁目の一部、下沼町1-4丁目、常願通4-9丁目、高畑町1-3丁目、田島町、寺島町1・2丁目、中島通1丁目の一部、中島通2丁目の一部、西小原町、丹羽の一部、丹羽字虚空蔵の一部、東島町1-3丁目、文京1丁目の一部、文京2丁目の一部、別明町1-5丁目、本町1丁目の一部、真清田1丁目の一部、松降1・2丁目、松降通7・8丁目、松山町、両郷町1-5丁目、枠杁町3・4丁目、東両郷町[3]。

## 進学先中学校
- 一宮市立北部中学校

## 校区内の主な施設
- 一宮市立貴船保育園
- 一宮市立北部中学校
- 一宮市立市民病院
- 一宮市中保健センター
- 一宮スポーツ文化センター